# Xã Richland, Quận Saginaw, Michigan
Xã Richland (tiếng Anh: Richland Township) là một xã thuộc quận Saginaw, tiểu bang Michigan, Hoa Kỳ. Năm 2010, dân số của xã này là 4.144 người.